# L’Épinay-le-Comte
L’Épinay-le-Comte település Franciaországban, Orne megyében. Lakosainak száma 167 fő (2018. január 1.). L’Épinay-le-Comte Mantilly, Désertines, Lesbois, Saint-Aubin-Fosse-Louvain, Saint-Siméon és Passais Villages községekkel határos.

## Népesség
A település népességének változása:
| Lakosok száma | 405  | 381  | 306  | 262  | 239  | 183  | 188  | 188  | 169  | 167  |
|               | 1962 | 1968 | 1975 | 1982 | 1990 | 2008 | 2013 | 2015 | 2017 | 2018 |